# Honda Prelude
Honda Prelude — двухдверное, четырёхместное спортивное купе производства компании Honda. Производилось с 1978 года. Снято с производства в 2000 году из-за высокой себестоимости и низкого спроса. Все модели производились с приводом на передние колеса и только с четырёхцилиндровыми рядными двигателями.

## Первое поколение

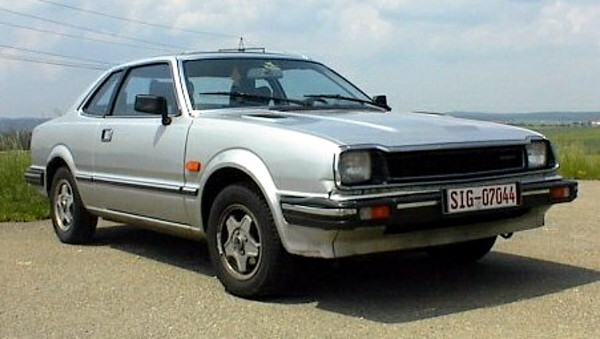
Honda Prelude 1st gen

Первое поколение появилось в 1978 году и оснащалось двигателем объёмом 1602 см³, мощностью 80 л. с. На автомобиле использовалась пятиступенчатая механическая трансмиссия или двухступенчатая автоматическая.

## Второе поколение

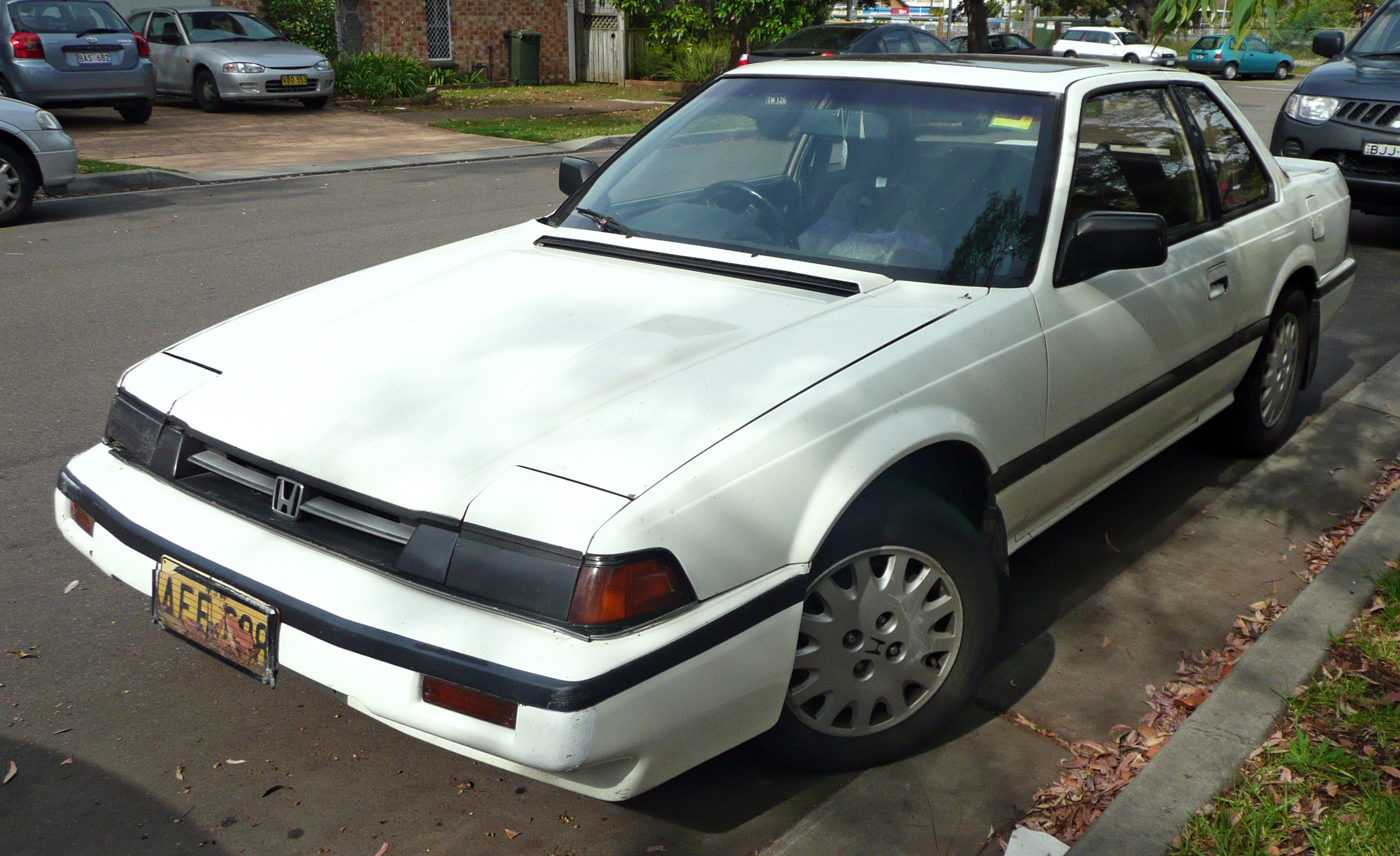
Honda Prelude 2nd gen

Второе поколение поступило в продажу в 1982 году. Оно оснащалось моторами с карбюратором (ES1 — для внутреннего рынка (CVCC, 2 основных, 1 вспомогательный); ET — для европейского и североамериканского рынка (два горизонтальных карбюратора), 1829 см³) и впрыском (ES3; В20А(1)) топлива (с 1985 года). Мощность некоторых модификаций доходила до 140 л. с., а в конце выпуска второго поколения выпустили переходную версию с двигателем, развивающим мощность до 150 л. с. Всего таких было выпущено 1000 единиц: 500 с правым и 500 с левым рулём.

## Третье поколение

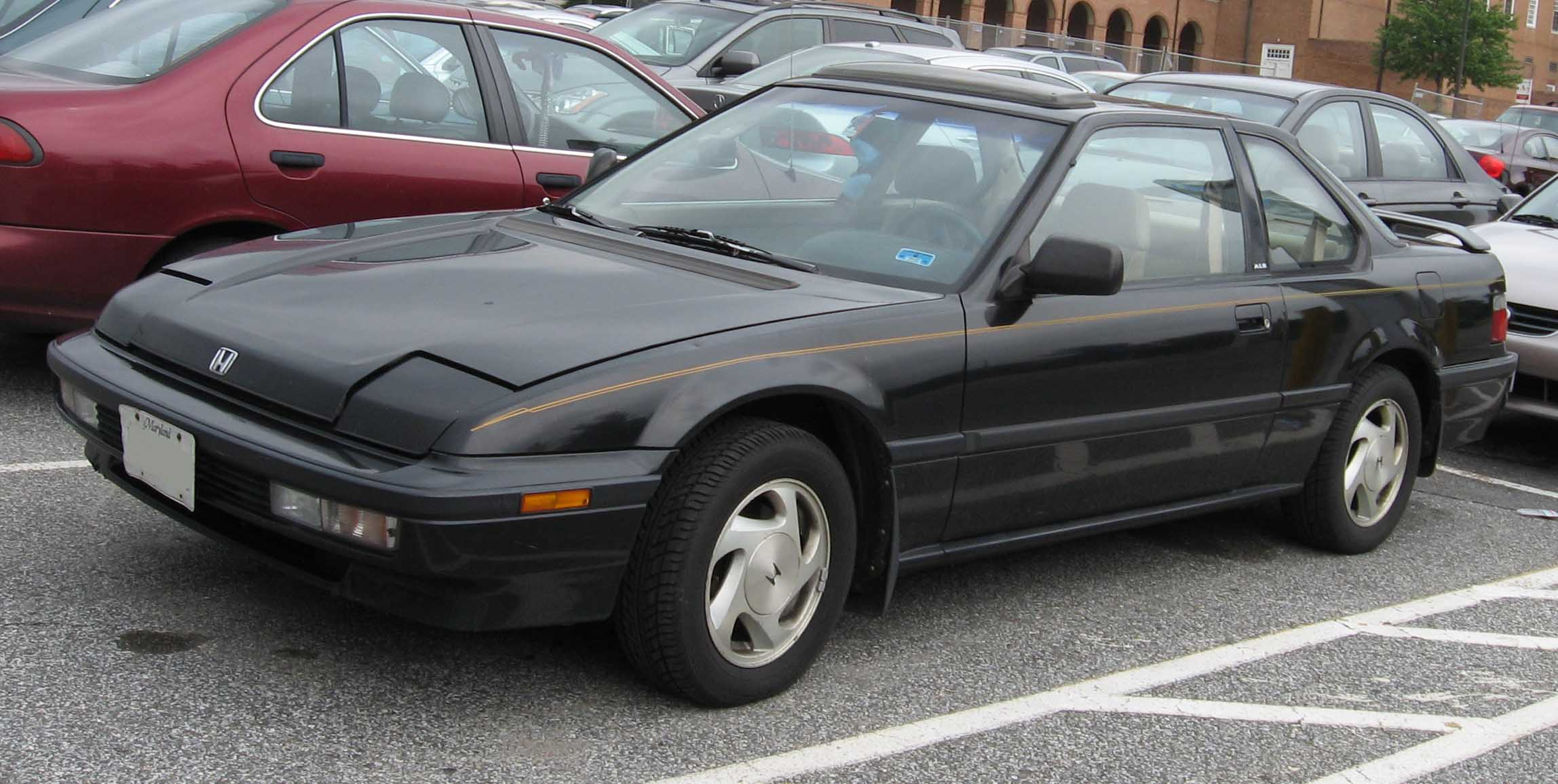
Honda Prelude 3rd gen

Выпускалось в 1988—1991 годах. Третье поколение модели унаследовало концепцию 2-го, получившего большую популярность в качестве молодёжной машины "для свиданий". Скрытые фары и низкая передняя часть, придающие Prelude сходство с автомобилями Ferrari, создают широкий и низкий клинообразный силуэт. В сочетании с маленькой кабиной получается форма кузова, очень похожая на 2-е поколение модели.
Оснащалось двигателем B20A и B21A. Оснащалось пяти ступенчатой механической или четырёх ступенчатой автоматической трансмиссией. Среди примененных на этом автомобиле передовых технологий следует выделить систему 4WS (4-Wheel Steering), обеспечивающую маневрирование автомобиля путём поворота всех четырёх колес. На этом поколении Prelude она была применена впервые в мире. Автомобиль выделяется отличной управляемостью и хорошей обзорностью, благодаря специально сконструированным стойкам крыши. В одной из комплектаций для его отделки использовалась оленья кожа. Эта комплектация обладает более высоким классом, и кузов у неё оборудован не "прячущимися", а обычными фарами.
В 1990 году Honda Prelude III получила фейслифтинг, в результате которого слегка изменен дизайн задней части модели и бамперов. Были изменены и многие детали интерьера, улучшена эргономика панели управления.

## Четвёртое поколение

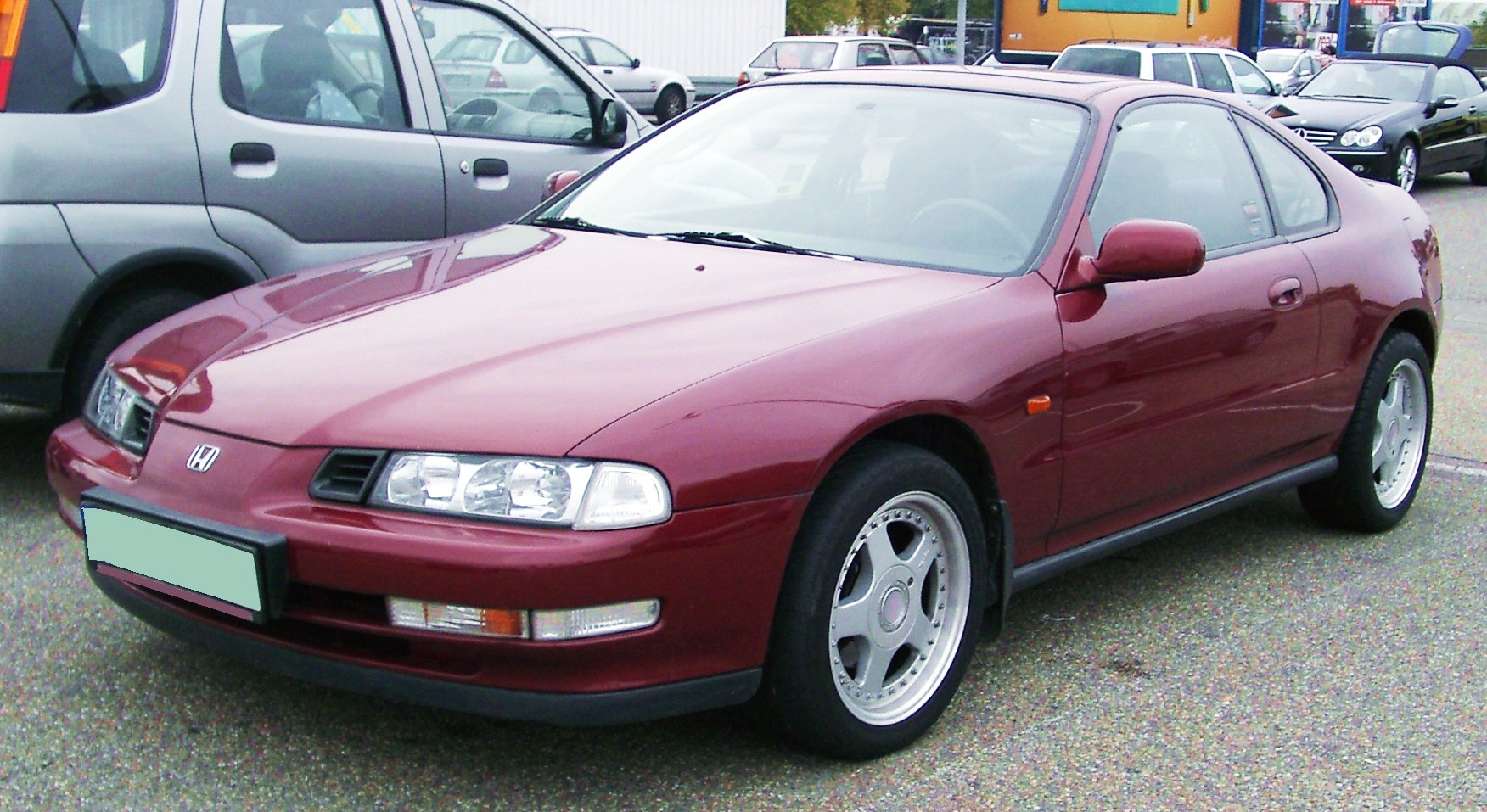
Honda Prelude 4 поколения

В 1991 году, для японского рынка, начат выпуск четвёртого поколения автомобиля. На другие рынки автомобиль вышел в 1992 году. Система 4WS стала электронной, а также стали использоваться новые двигатели. Комплектация «S» оснащалась F22B 160л. с., «Si-VTEC» оснащалась H22A 200л. с., «Si» H23A1, «2.0i» 133 л. с. (93 КВт). Выпуск 4-го поколения 1994—1995-х годов - H22, JHMBB1, 4WS, DOHC — VTEC. достиг 1000 штук. по 500 штук левого и правого управления. Лейбл «Si-VTEC» использовался до конца 1993 года, после чего его сократили до просто «VTEC». Имеет общие узлы в передней подвеске с Honda Accord пятого и шестого поколения. 
Автомобиль выступал в качестве машины безопасности Формулы 1 в сезоне 1994 года.

## Пятое поколение

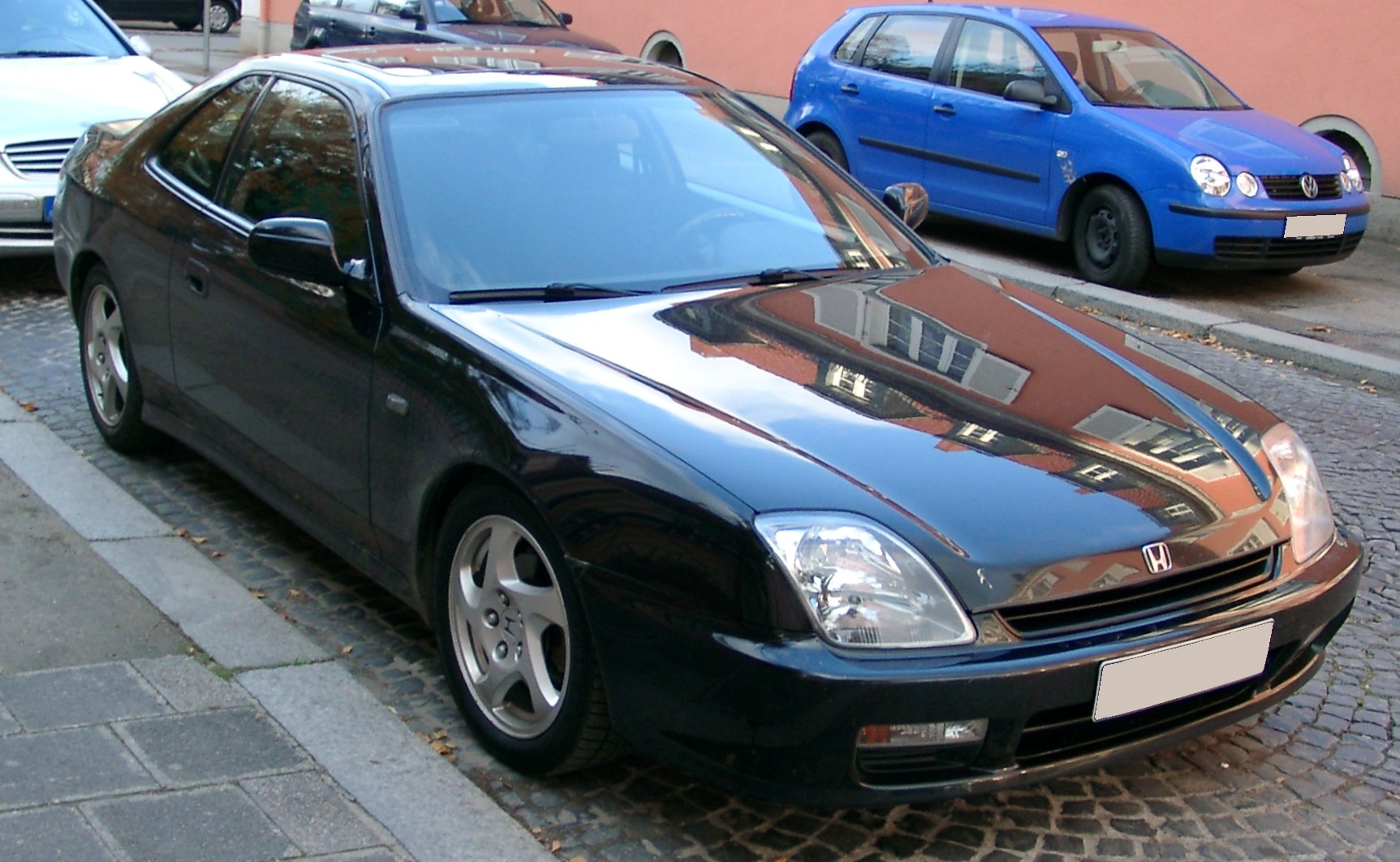
Honda Prelude 5th gen

Выпускалось с 1996 по 2001 г. В данном кузове впервые мощность двигателя h22a была поднята до 220 л. с. Мощность и без того высокофорсированного двигателя была поднята благодаря более тщательной проработке впускного коллектора с изменяемой геометрией, установке более производительного дросселя, а также благодаря серьёзным доработкам в ГБЦ с установкой новых валов, пружин и поршней. Также потребовались существенные доработки в системе управления двигателем. Данные Рэдтоповые моторы ставились только в двух комплектациях Type S и S Spec. Основные отличие этих двух комплектаций — подвеска, рулевой механизм и соответственно управляемость. Прелюды в комплектации Type S с завода комплектуются системой ATTS — Системой перераспределения крутящего момента по колёсам, которая позволяет автомобилю входить в поворот с гораздо большей скоростью, чем, к примеру, c LSD как на Spec S — простым дифференциалом повышенного трения, который при переборе с газом может вынести наружу поворота. Система ATTS завязана с ABS, датчиком положения рулевого колеса, газом, охлаждением, имеет свою масляную систему, и соответственно, машина с такой системой весит несколько больше. Но чего только стоит отделка салона карбоном, агрессивные шкалы приборов и вышитая надпись Prelude на замшевой части сидений.

## Prelude Concept (2023)
Название «Prelude» было возрождено для гибридного концепт-кара, представленного на Japan Mobility Show 2023.  Новый Prelude станет заменой снятым с производства купе Civic и Accord и должен выйти на мировой рынок примерно в 2025–2026 годах. 

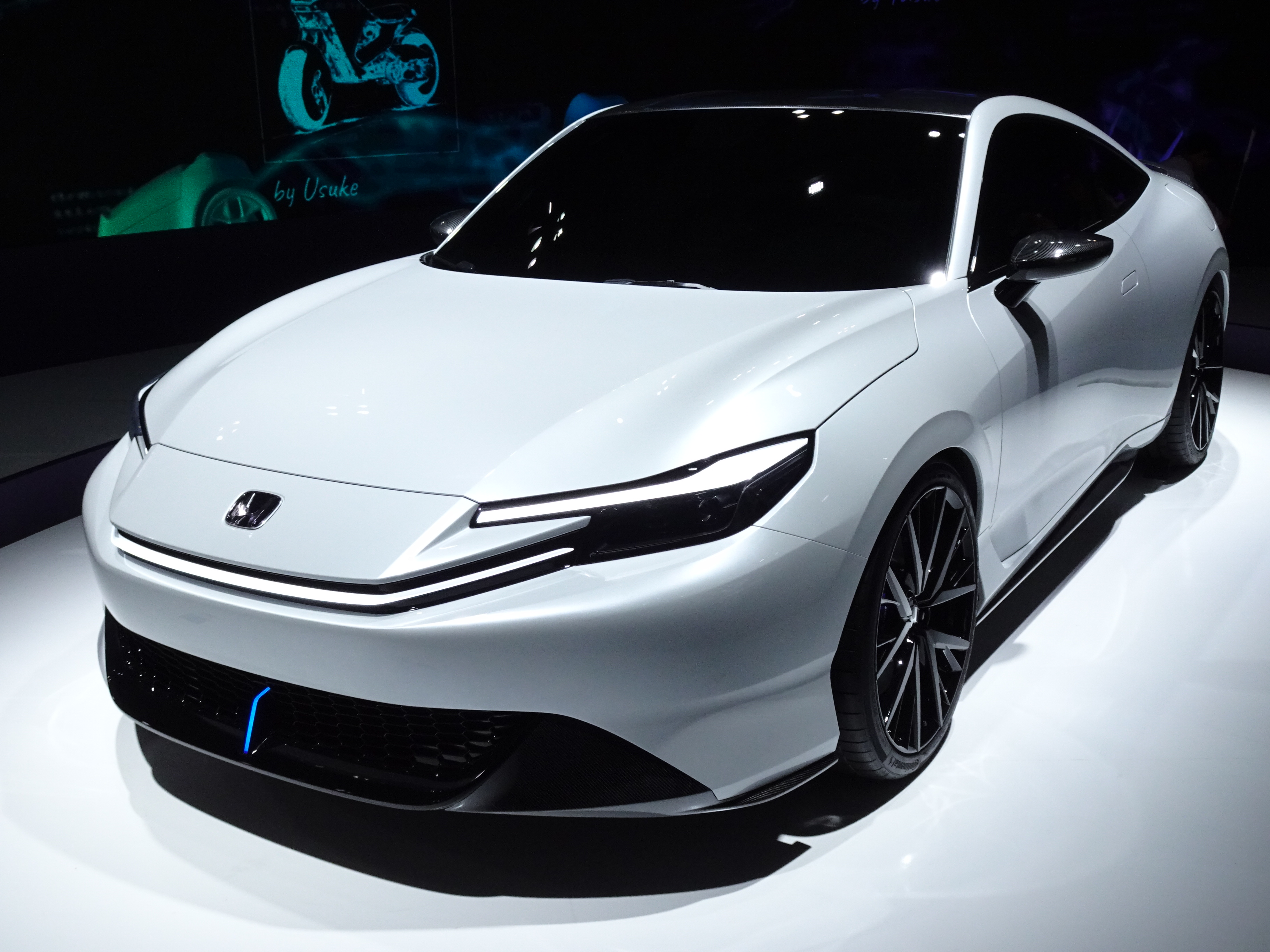
Вид спереди
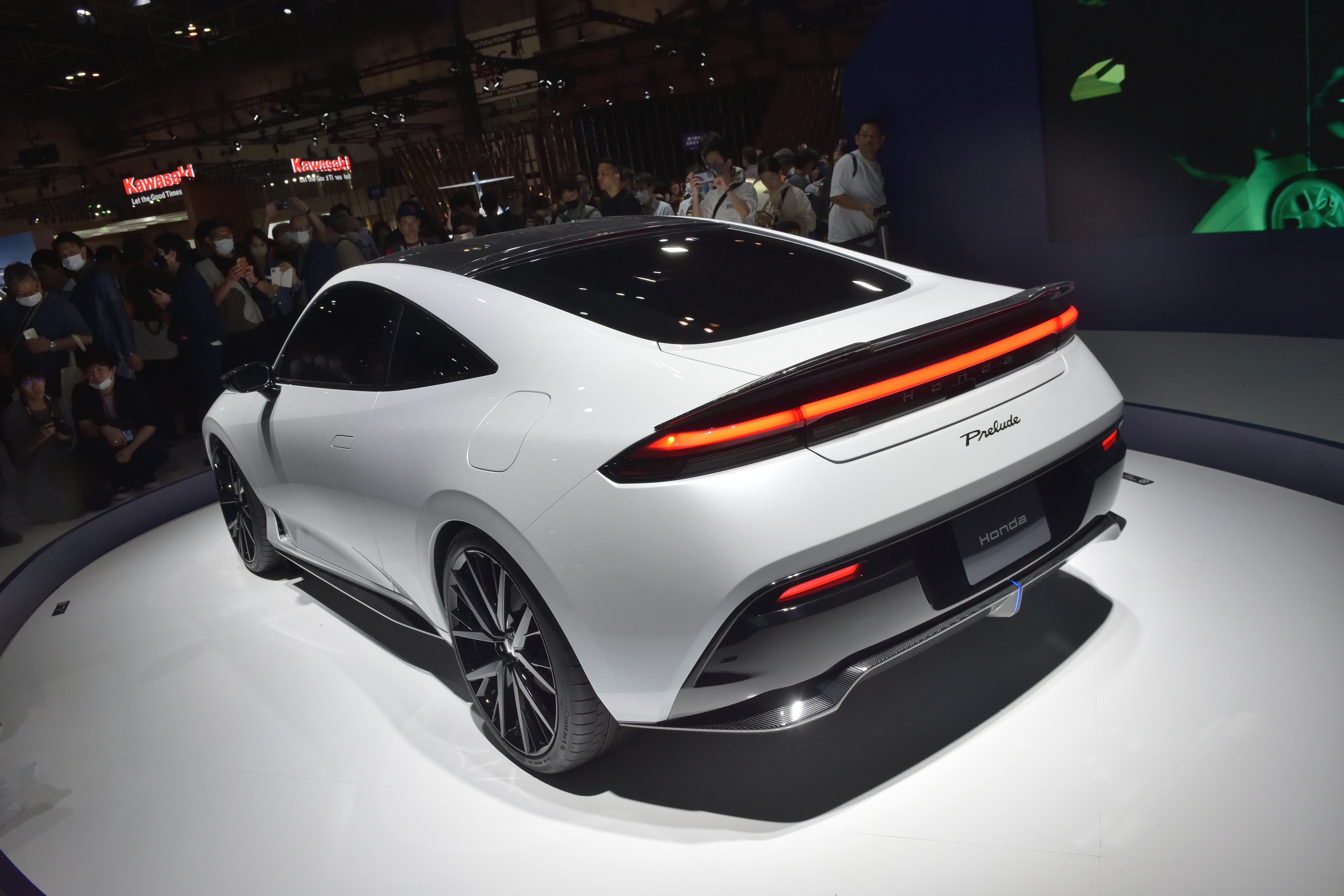
Вид сзади